# Roger II. (Sizilien)

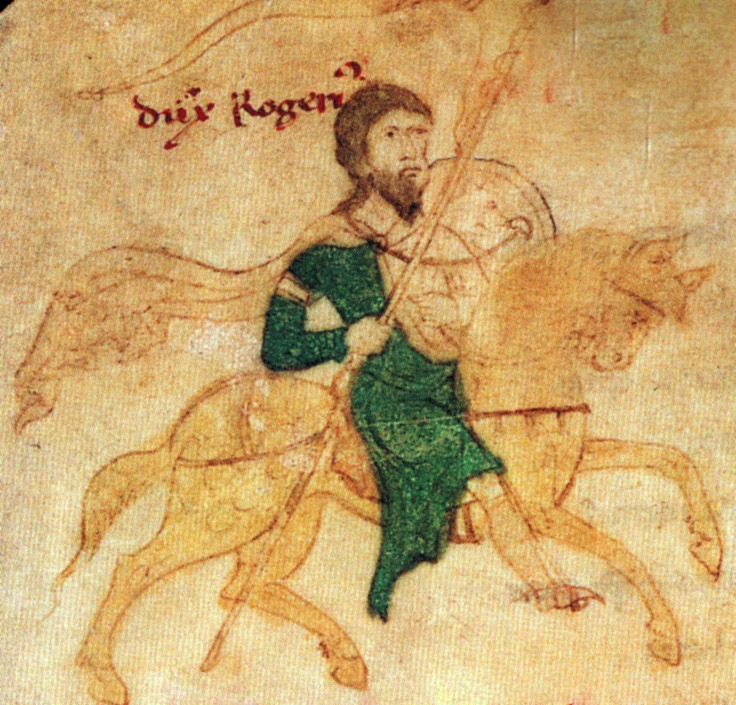
Roger II.; Abbildung aus dem Liber ad honorem Augusti des Petrus de Ebulo, 1196

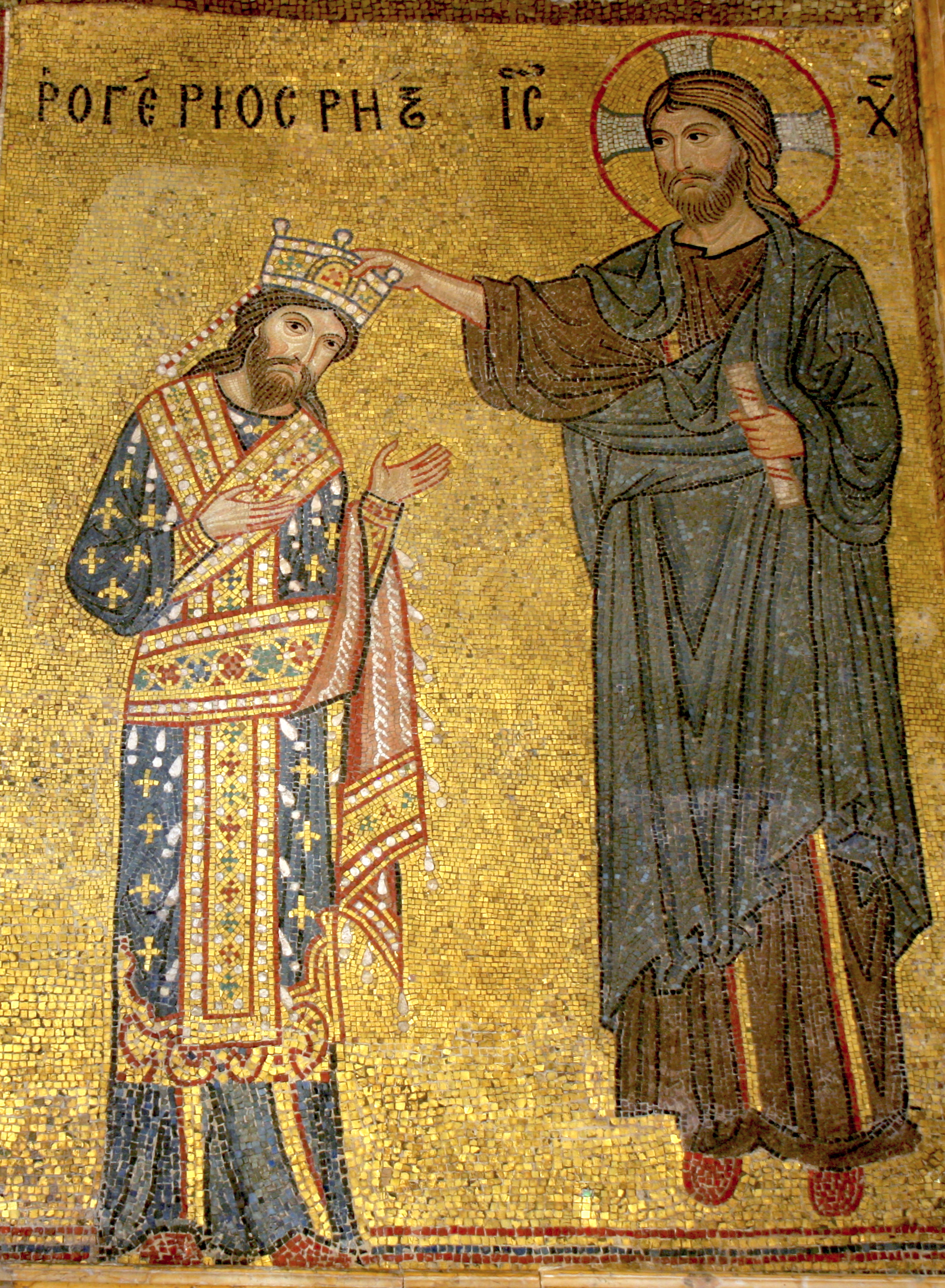
Roger II. wird von Christus gekrönt, Mosaik in der Kirche Santa Maria dell’Ammiraglio (La Martorana) um 1143.

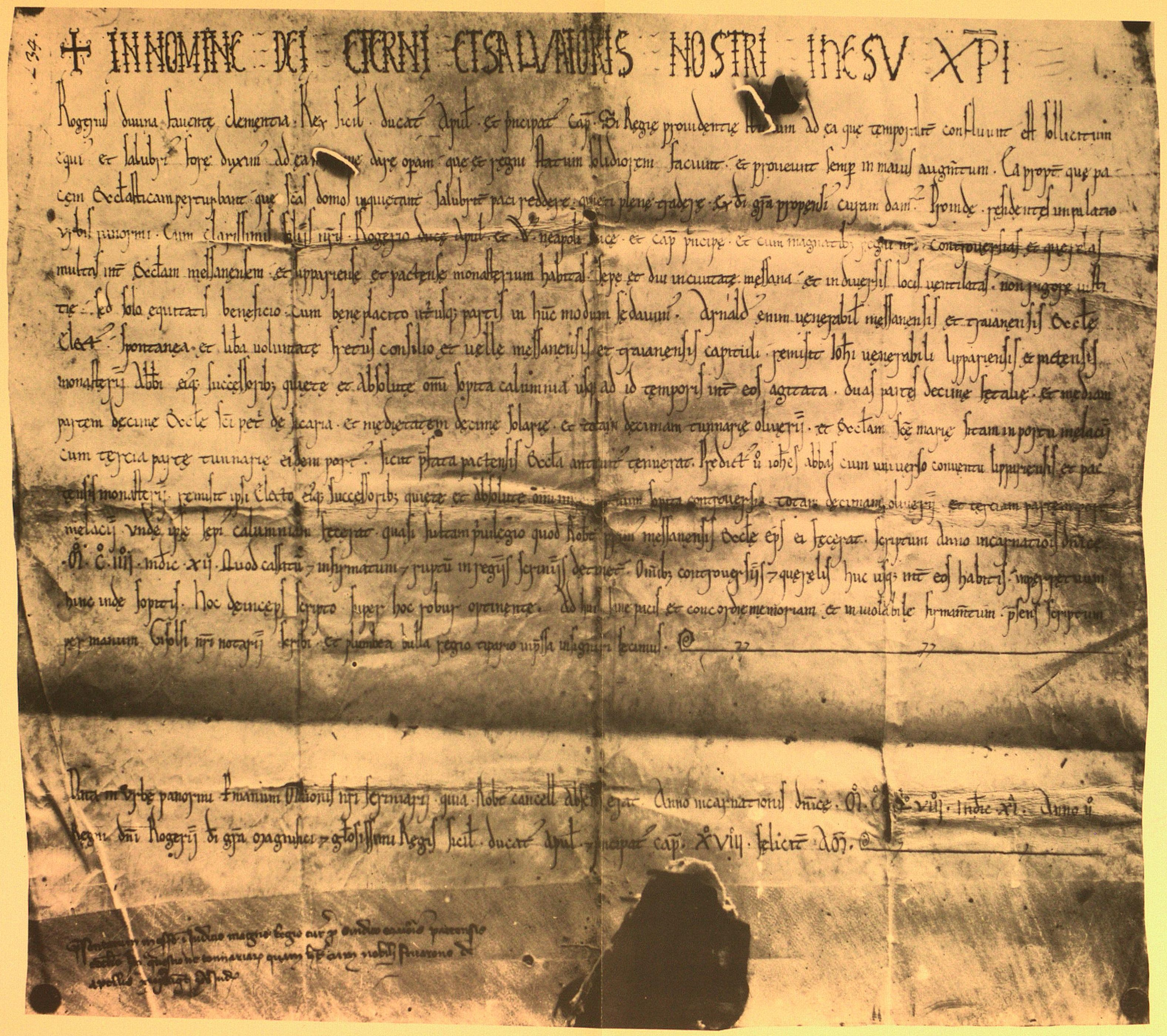
Eine Urkunde Rogers II. von Februar 1148. Patti, Archivio capitolare, Fondazione I, fol. 171

Roger II. (* 22. Dezember 1095 in Mileto; † 26. Februar 1154 in Palermo) aus dem normannischen Adelsgeschlecht der Hauteville war ab 1105 Graf und ab 1130 bis zu seinem Tod König von Sizilien.
Er war der zweite Sohn Rogers I. aus dessen dritter Ehe und wurde nach dem Tod seines Bruders Simon im Jahre 1105 Graf von Sizilien, das sein Vater zusammen mit Robert Guiskard – dem Bruder Rogers I. – erobert hatte. Seine Mutter Adelheid übte für ihn bis spätestens 1113 die Herrschaft aus, da er zu Beginn erst neun Jahre alt war. Er wird als einer der bedeutendsten Herrscher des Mittelalters gesehen und galt zu seiner Zeit als reichster Herrscher Europas.
Roger II. war der Großvater von Kaiser Friedrich II.

## Leben
Von seinen normannischen Verwandten im Jahre 1127 mit dem Herzogtum Apulien (1127) und mit Tarent (1128) beerbt, gewann er ganz Süditalien bis hin zu den päpstlichen Besitzungen. Mit Päpsten hatte er mehrmals Meinungsverschiedenheiten. So wurde er erst am 22. August 1128 von Papst Honorius II. auf einer Brücke in Benevent in einem Friedensschluss mit dem Herzogtum Apulien belehnt. Roger nutzte das Schisma unter Innozenz II. für seine Zwecke aus, verbündete sich mit dem Gegenpapst Anaklet II. und ließ sich Weihnachten 1130 in Palermo zum König von Sizilien erheben. Die militärischen Auseinandersetzungen mit Innozenz II. führten 1139 zur Gefangennahme des Papstes; Innozenz musste die Königswürde Rogers anerkennen.
Roger II. galt als sehr gebildet und weltoffen und sprach vermutlich nicht nur Griechisch, sondern auch Arabisch. Er errichtete eine effiziente Herrschaft über seine Besitzungen und förderte den Schwefelabbau, die Seidenproduktion und den Aufbau einer Handelsmarine, um nicht nur mit Byzanz, sondern auch mit den arabischen und nordafrikanischen Städten einen einträglichen Handel zu treiben. An seinem Hof lebte unter anderen auch der arabische Kartograf Al-Idrisi, der für ihn eine silberne Weltkarte erschuf.
Mit seinem Gesetzgebungswerk der Assisen von Ariano legte Roger II. nach dem Vorbild des Corpus iuris civilis Kaisers Justinian I. von Byzanz die Grundlagen seiner Königsherrschaft in einer Art Verfassung nieder. Unter den darin enthaltenen Beschlüssen finden sich u. a. auch Hinweise auf eine Gleichbehandlung von Untertanen verschiedenen Glaubens.
Im Jahr 1140 führt Roger eine ärztliche Prüfung ein.
Stark in die Kreuzzugsbewegung involviert, konnte Roger II. schon bald Besitzungen in Nordafrika erwerben, was Handel und Steueraufkommen zusätzlich begünstigte. Mit der Eroberung von Tunis im Jahre 1146 wurde er zum Beherrscher des zentralen Mittelmeers. Roger II. galt zu seiner Zeit denn auch als der reichste Herrscher Europas und unterhielt – ohne Vorbild für den Westen – einen ausgedehnten Harem. Unter ihm erlebte Sizilien eine bis heute nie wieder erreichte Blütezeit.

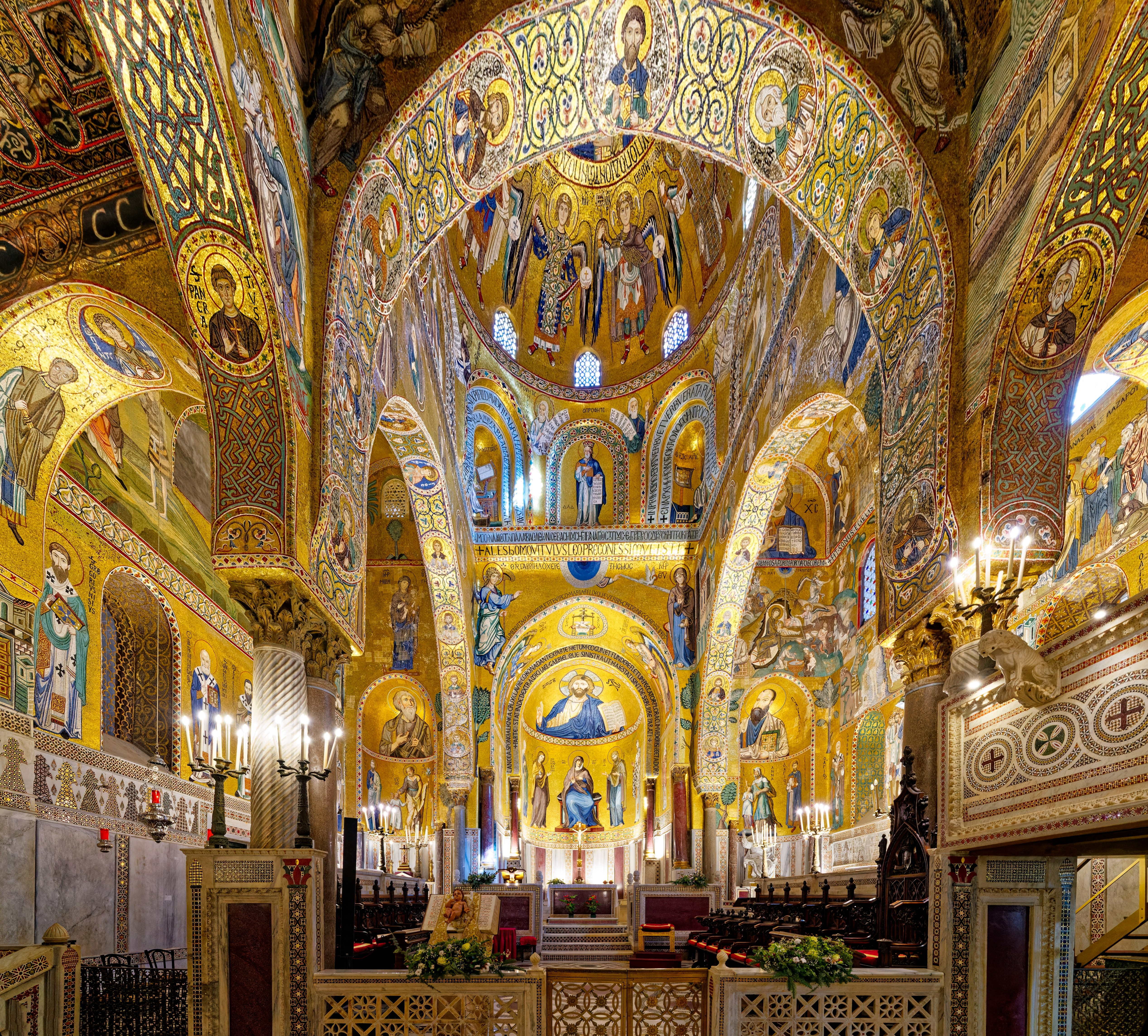
Capella Palatina in Palermo

Die Cappella Palatina, Palastkapelle König Rogers II. in Palermo, zeigt die Auswirkungen der Kulturpolitik der Normannen: Kufische Inschriften finden sich neben biblischen Heilsgeschichten, arabische Ornamentik und byzantinische Mosaikkunst gehen eine Synthese ein.

## Nachkommen
Roger II. war dreimal verheiratet. Aus seiner ersten Ehe mit Elvira († 1135), einer Tochter Alfons’ VI. von Kastilien, gingen vier Söhne hervor. Die drei ältesten, Roger, Tankred und Alfons, starben noch vor ihrem Vater. Den jüngsten Sohn Wilhelm (geboren 1122) setzte er 1151 zum Mitregenten ein. Er wurde als Wilhelm I. auch der Nachfolger seines Vaters als König von Sizilien.
Die zweite Ehe 1149 mit Sibylle, einer Tochter des Herzogs Hugo II. von Burgund, blieb kinderlos. Sibylle starb bereits 1150, im Jahr nach der Hochzeit, an einer Fehlgeburt.
Aus seiner dritten Ehe 1151 mit Beatrix († 1185), einer Tochter des Grafen Günther von Rethel, ging als einziges Kind Konstanze hervor, die 1154, erst nach dem Tod Rogers II., geboren wurde. Sie heiratete 1186 den späteren Kaiser Heinrich VI., womit das Königreich Sizilien auf die Staufer überging.

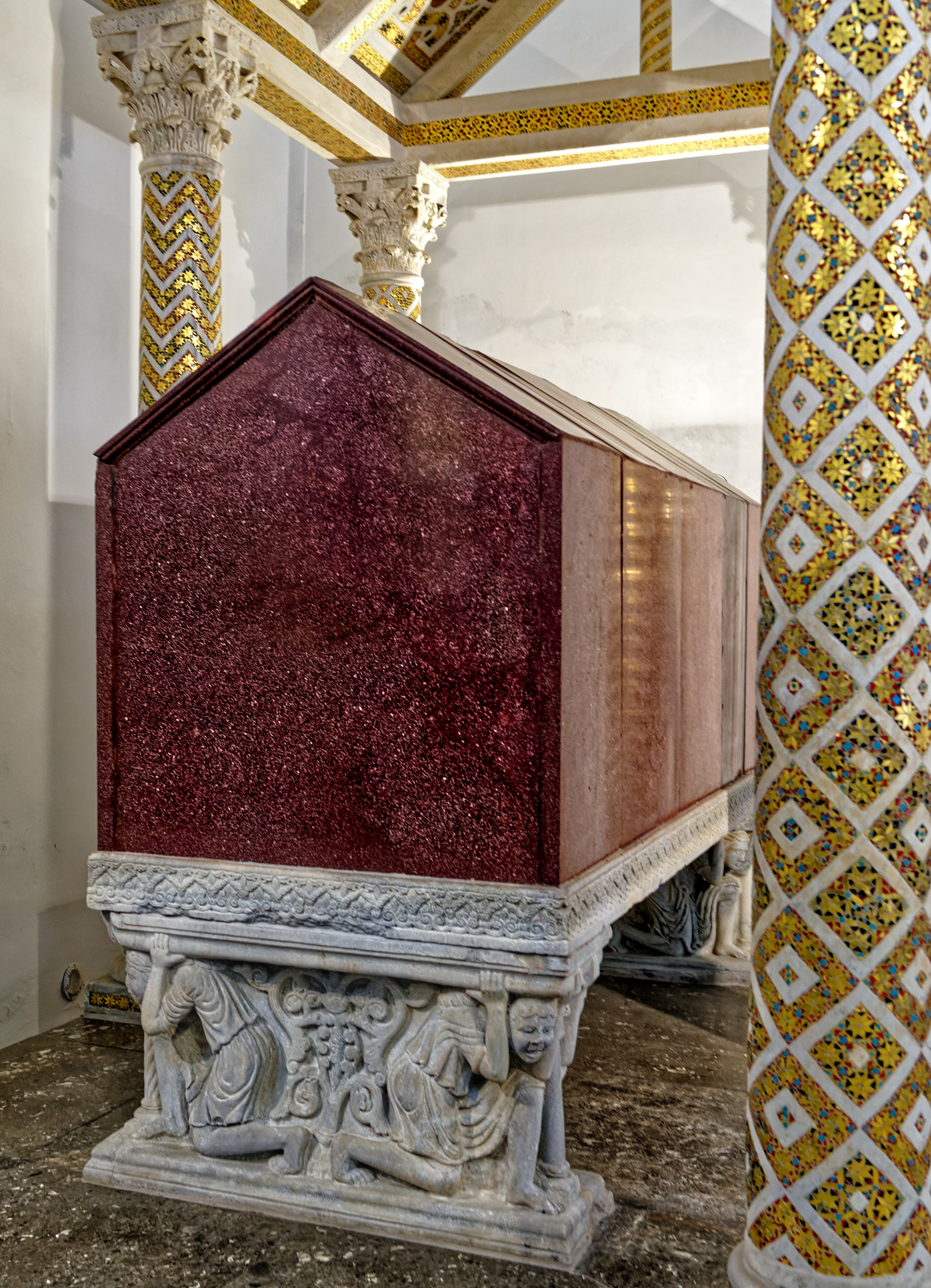
Sarkophag Rogers II.

Roger II. wurde im Dom von Palermo bestattet, obwohl er die von ihm erbaute Kathedrale von Cefalù als seine Grabstätte vorgesehen hatte. Hierfür waren 1145 zwei Sarkophage in Auftrag gegeben und im Querschiff der Kathedrale aufgestellt worden. Während der eine als seine Grablege vorgesehen war, sollte der andere „als Zeichen und zur Erinnerung an meinen Namen“ leer bleiben. Sein Enkel Friedrich II. ließ die Sarkophage 1215 für sich und seinen Vater nach Palermo holen.

## Rezeption
Roger II. ist die Titelfigur von Karol Szymanowskis Oper Król Roger (Uraufführung Warschau 1926).